# Mohamed El Badji
 (mars 2017).
Si vous disposez d'ouvrages ou d'articles de référence ou si vous connaissez des sites web de qualité traitant du thème abordé ici, merci de compléter l'article en donnant les références utiles à sa vérifiabilité et en les liant à la section « Notes et références ».
Pour les articles homonymes, voir Badji.

## Biographie
Mohamed  Badji (en arabe : محمد الباجي), de son vrai nom Badji Mohamed (en arabe : محمد دويبي) né le 13 mai 1933 à Frais-Vallon (près d’El Biar), et a grandi a LA Redoute à El Mouradia, et décédé le 28 juin 2003, était un résistant, poète et auteur, compositeur et interprète de chaâbi algérien.
Plus connu sous le sobriquet de Khouya EI Baz, il a écrit et composé des chansons que d’autres ont dit, notamment : Boudjemâa El Ankis, Amar Ezzahi, Aziouz Raïs, Reda Doumaz et des dizaines d’autres.
Son attachement à la musique remonte à 1947. Ayant une voix rocailleuse et profonde, son chant reste une quête permanente d’échapper à la douleur.
Il touche également un peu à la comédie et au théâtre où il joua dans plusieurs pièces.
Arrêté pendant la Grève des Huit jours, en 1957, il a été torturé, jugé et condamné à mort. Son exécution n’aura pas lieu. Son emprisonnement à Serkadji l’a profondément marqué comme en témoigne sa chanson « Maqnine Ezzine » (Mon bel oiseau) qu'il déclare avoir écrit en hommage à Boulem Rahal guillotiné le 20 juin 1957 à l'âge de 19 ans par les Français.D’autres compositions naîtront dont le célèbre « Bahr Ettofane » (Le Déluge).
Il a chanté à l’occasion des fêtes populaires dans différents orchestres.

## Quelques-unes de ses chansons les plus connues
- Hadi mouda oua enta ghrib 

- Alik el hana oua edaman

- El oueldine

- a kebdi ouldi âlach

- Bahr Ettouffan

- Yel Meknin Ezzine